# Circuit de Crémone
Le Circuit de Crémone (ou Circuito di Cremona), était une course automobile italienne de type Grand Prix de Formule libre, organisée par l'Automobile Club Cremona entre les mois de mai et de juin pour ses trois premières éditions (fin septembre pour la quatrième) et localisée dans le centre de la plaine lombarde.

## Historique
Le constructeur Alfa Romeo s'y imposa par trois fois. le tracé était durant les années 1920 le plus rapide d'Italie du fait d'un nombre limité de virages, et la distance à parcourir de 200 milles exactement sur un parcours Cremona-Gadesco-Piadena-San Antonio-Palvarato-Cremona (triangulaire et effilé, au sud de la ville de Crémone).

## Palmarès
| Année     | Vainqueur            | Voiture              |
| --------- | -------------------- | -------------------- |
| 1923      | Antonio Ascari       | Alfa Romeo RLTF      |
| 1924      | Antonio Ascari       | Alfa Romeo RLTF      |
| 1925-1927 | Épreuve non disputée | Épreuve non disputée |
| 1928      | Luigi Arcangeli      | Talbot 700           |
| 1929      | Gastone Brilli-Peri  | Alfa Romeo P2        |